# UB-16号潜艇
陛下之UB-16号艇是德意志帝国海军于第一次世界大战期间建造的其中一艘UB-I型近岸作战潜艇或称U艇。它由不来梅的威悉船厂承建，自1915年2月21日开始铺设龙骨。其全长略小于28米，水面及水下排水量分别为127吨和141吨，艇载武器除两具450毫米的艇艏鱼雷发射管外，还有一挺安装在甲板上的机枪。完工后的艇体被拆解成若干部分并通过铁路运输至安特卫普进行重新组装。它于1915年4月下水，至5月以UB-16号之名交付使用。
UB-16号的整个服役生涯都是在佛兰德区舰队度过的，期间共击沉24艘船舶，其中近半数为英国渔船。此外，它还曾于1917年8月摧毁了崭新的英国驱逐舰募兵号。至1918年，该艇已被改装成一艘布雷艇，用四个水雷斜槽替换了鱼雷发射管。1918年5月10日，UB-16号在英国东岸附近遭英国潜艇E34号发射鱼雷击沉，艇内16名官兵仅艇长一人获救。

## 设计及建造
在第一次世界大战初期，随着德意志帝国陆军沿北海海岸快速推进，比利时佛兰德沿岸的安特卫普、泽布吕赫和奥斯坦德等港口相继落入德国人手中，这大大方便了德军潜艇遣出英吉利海峡的作战行动。然而，帝国海军当时却缺乏适合在佛兰德周边狭窄的浅海中行动的U艇。为此，1914年8月中旬开始设计的“34号工程”催生出了UB-I型潜艇，这是一种可以通过铁路运输发往作战港口并能够迅速组装的小型近岸潜艇。为满足铁路限界的要求，UB-I型的设计需要艇长在28米左右，排水量约125吨，并装备两具鱼雷发射管。其中，UB-16和UB-17号是德国国家海军办公室为了弥补即将移交奥匈帝国海军的两艘同级艇（UB-1和UB-15号），而于1914年11月25日委托不来梅威悉船厂建造的第二批次产品，此时距离该艇型的设计启动仅三个多月。
UB-16号自1915年2月21日开始铺设龙骨。竣工时，UB-16号的全长为27.88米，舷宽3.15米，有3.03米的吃水深度。它搭载有一台功率为44千瓦特（59匹軸馬力）的科尔庭四缸四冲程柴油发动机用于水面运行，以及一台89千瓦特（119匹軸馬力）的西门子-舒克特电动发电机用于水下航行；两者都与一副单螺旋桨轴相连，可分别提供最高7.45節（13.80每小時）的水面航速和最高6.24節（11.56每小時）的水下航速。在更匀速的状态下，它可以连续在水面航行1,500海里（2,800）而无需加油，或连续在水下航行45海里（83）而无需充电。与同型的所有姊妹艇一样，UB-16号的潜航深度为50米，可以在33秒内完全潜入水中。
在武器装备方面，UB-16号内置有两具450毫米的艇艏鱼雷发射管，可装载2枚C/03型鱼雷，舰桥前部的甲板上则设有一挺可拆卸的8毫米机枪。其标准船员编制为1名军官加13名水兵。
在威悉船厂的建造完成后，UB-16号已准备好用于铁路运输。铁运的过程包括将潜艇拆解成一个实质上的散装套件。每艘艇被分成大约15块，其中艇体分解为三部分装在平板车上，舰桥、蓄电池和上层建筑中的相关设备装入另外五节车厢中。1915年春，UB-16号的部件被运到安特卫普的霍博肯进行组装，通常需要耗时两至三周。当至4月26日完成组装并下水后，该艇再被装入浮箱由两艘驳船拖曳，用时五天半沿斯海尔德河西下、并穿过根特－布鲁日运河送抵泽布吕赫的作战港口进行海试。

## 服役初期

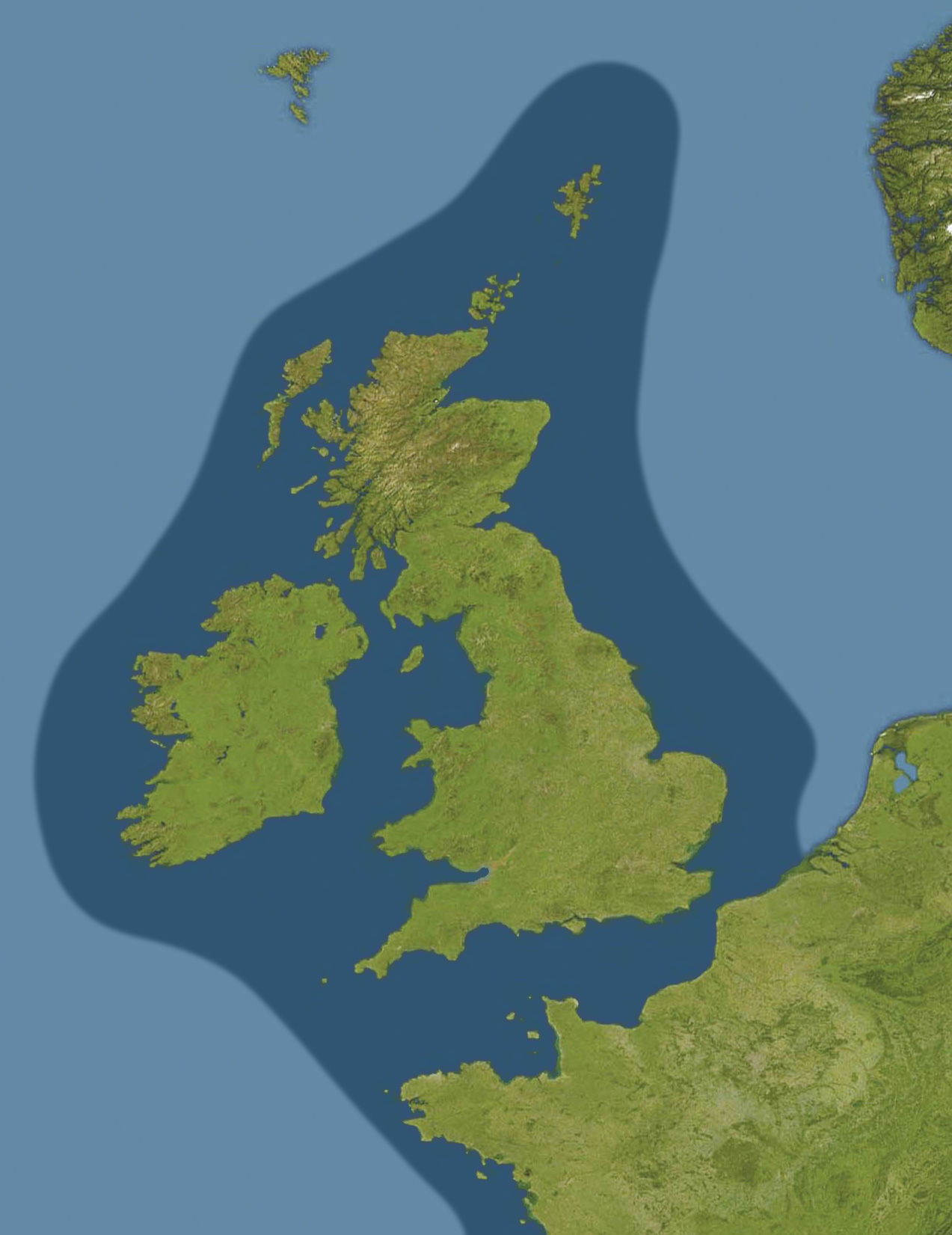
在潜艇战役中的德国战区

1915年5月12日，UB-16号在首次担任U艇艇长、时年26岁的海军中尉汉斯·瓦伦丁纳的指挥下正式入役。6月1日，该艇加入了稍早前于3月29日组建的佛兰德区舰队。当UB-16号入列时，德国正处于自2月发动的第一轮潜艇攻势之中。在这场战役期间，所有出现在德国划定的战区内的敌方舰船都将被击沉，该战区涵括了英国周边的所有水域（含英吉利海峡）。中立国的船舶则不得受到攻击，除非它们确实能被认出是悬挂假旗航行的敌对船舶。
6月3日，即加入区舰队两天后，瓦伦丁纳率UB-16号在距洛斯托夫特以东40至50海里（74至93）的海域巡逻时，击沉了三艘英国渔船。这三艘传统上使用赭红色风帆的平底渔船全数是被UB-16号的官兵截停、登船并使用炸药凿沉。6月12日，容积总吨为3027吨的英国货轮留克特拉号（Leuctra）在希普沃什灯船对开约1.5海里（2.8）处被UB-16号击沉。九天后，该艇又在洛斯托夫特附近用鱼雷击沉了英国轮船突尼西亚娜号（Tunisiana）。遭遇袭击后，这艘4220总吨货轮的船长将其靠岸在巴纳德沙滩，以拯救从蒙特利尔运来的小麦货物，但船舶本身则已完全损毁。突尼西亚娜号也成为被UB-16号摧毁的最大型船舶。在行动的第一个月，UB-16号总共击沉7432总吨的5艘船舶，占了佛兰德区舰队6月总击沉量14080吨的半数以上份额。UB-16号在6月的受害者中则无人死亡。
UB-16号接下来的两次战功是在7月下旬连续取得的。27日，47总吨的韦斯特沃德霍！号（Westward Ho!）在洛斯托夫特东南约25海里（46）处遭UB-16号官兵登船并装药炸沉。翌日，1821总吨的曼加拉号（Mangara）号在奧德堡的赛斯韦尔浮标对开约1⁄4海里（460）处毫无预警地被鱼雷击中。当这艘船及其搭载的铁矿石货物沉入海底时，共造成11人丧生。
尽管佛兰德区舰队在8月击沉了31艘船舶，但UB-16号并未对这一数字作出任何贡献。然而，在9月的四天时间里，它便在该区舰队当月击沉的8艘总量中记上三功。7日，UB-16号在洛斯托夫特对开约44海里（81）处又击沉了两艘平底渔船——标志号（Emblem）和胜利号（Victorious）。9月10日，UB-16号还是在同一地点击沉了51总吨的宁录号（Nimrod）。
在德国U艇于1915年5月击沉冠达邮轮卢西塔尼亚号、以及8月（阿拉伯号事件）和9月发生的其他轰动性沉船事件后，当时仍然中立的美国政府要求保证美国人在非武装商船上的人身安全。作为回应，时任海军总参谋长的亨宁·冯·霍尔岑多夫上将于9月18日暂停了无限制潜艇战。霍尔岑多夫指示所有U艇撤离英吉利海峡和凯尔特海，并要求所有在北海的潜艇活动都必须严格遵照《捕获法则》进行。UB-16号在接下来的四个月内都无法取得任何战功，直至1916年1月18日才重启攻击，并在洛斯托夫特对开25至35海里（46至65）的范围内接连击沉了伊芙琳号（Evelyn）、泡沫尖号（Foam Crest）和阳光号（Sunshine）三艘平底渔船。

## 第二轮潜艇攻势
至1916年初，英国对德国的封锁开始对德国及其进口贸易产生影响。皇家海军拦截并缴获的运往德国的货物数量超过了德国U艇在第一轮潜艇攻势中击沉的货物数量。为此，德意志帝国海军于2月29日开始对商船发动第二轮攻势。海军参谋本部所批准的最终基本规则是：在德国划定战区内的所有敌对舰船都将在不予警告的情况下被摧毁，战区外的敌船只有在武装的情况下才会被摧毁；并且为了避免激怒美国——无论是否身处战区，都不得攻击敌方客轮。
3月6日，UB-16号于新攻势中取得首次战功，在洛斯托夫特以东约30海里（56）处击沉了两艘平底渔船春花号（Springflower）和小哈利号（Young Harry）。瓦伦丁纳率UB-16号还于4月初袭击了另外两艘船：653总吨的英国轮船珀斯号（Perth）于1日在雅茅斯附近被鱼雷击沉，而荷兰帆船埃尔齐娜·海伦娜号（Elziena Helena）则于两天后在索斯沃尔德东部的一次攻击中沉没。
4月6日，时年27岁的海军中尉保罗·洪迪乌斯接替瓦伦丁纳，首度担任U艇艇长。在洪迪乌斯指挥的前两周，UB-16号便摧毁了两艘英国轮船，分别为10日沉没、2978总吨的罗伯特·亚当森号（Robert Adamson）以及22日沉没、3091总吨的特雷甘特尔号（Tregantle）。罗伯特·亚当森号是从邓迪运送坑木前往勒阿弗尔的途中，在希普沃什灯船对开约3海里（5.6）处被击沉；特雷甘特尔号则是载着一船小麦从德克萨斯州的加尔维斯顿出发，经弗吉尼亚州的诺福克驶往赫尔，却在洛斯托夫特附近遭击沉。
4月下旬，德国公海舰队新任总司令、海军上将赖因哈德·舍尔叫停了对商船的攻击，并下令在海上的舰艇返航，不允许任何舰艇离开其港口。在接下来的八个月里，UB-16号未能再击沉任何船只。

## 伏击大舰队

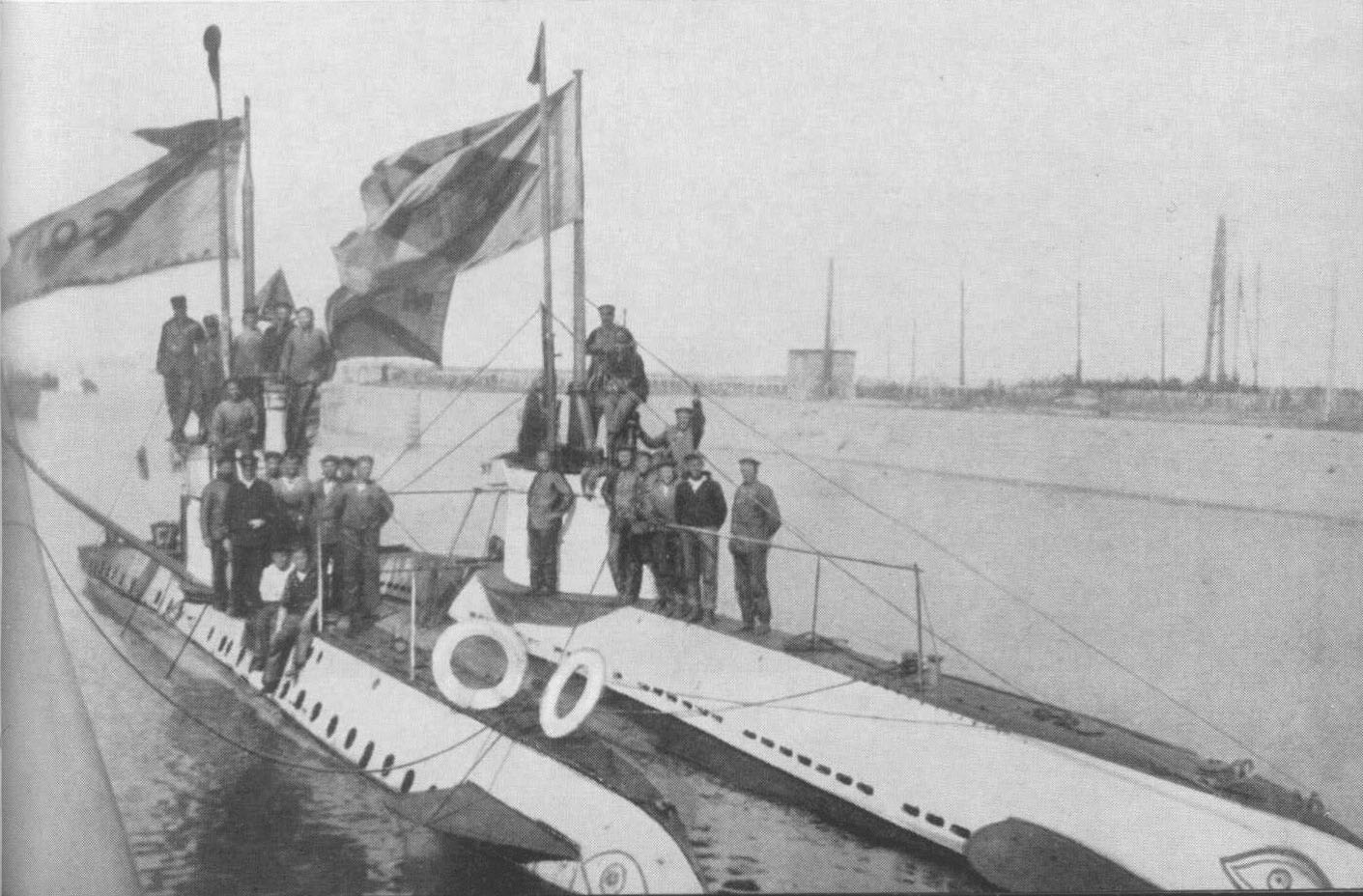
UB-2号与UB-16号在泽布吕赫基地

舍尔将军于5月中旬制定了伏击部分英国大舰队的计划。公海舰队将突袭桑德兰，引诱英国舰队穿过“由潜艇和雷区组成的‘巢穴’”。为了支持这次行动，UB-16号与另外五艘佛兰德区舰队的潜艇于5月30－31日午夜出发，在洛斯托夫特以东约18海里（33）处组成一条船位线。这支部队将拦截并攻击从哈维奇出发的英国轻型部队，以防它们向北出击加入战斗。但对德国人而言不幸的是，英国海军部已经得到的情报显示有潜艇离港，但并未袭击船只，这引起了英国人的怀疑。
公海舰队因自身的出击（已转向斯卡格拉克）而推迟了启程，驻扎在北方的几艘U艇也未能收到英国人推进的电码警告，这使得舍尔预期中的伏击成为了“彻底而令人失望的失败”。在UB-16号所处的部队中，只有UB-10号发现了哈维奇部队，但它离得太远，无法发动攻击。由于U艇未能在伏击战中摧毁任何英国主力舰，导致在5月31日－6月1日爆发的日德兰海战时，大舰队能够以满编姿态与数量上处于劣势的公海舰队交战。
在接下来的两个月里，关于UB-16号的活动鲜有记载，但已知在6月27日，UB-16号曾缴获一艘名为Z20号的比利时渔船，并将其作为战利品保留下来。Z20号被扣押或其最终处置的更多细节不详，但其他被缴作战利品的佛兰德船舶通常都会由押解船员带回泽布吕赫。
8月2日，UB-16号在默兹河灯船附近巡逻时，用鱼雷击沉了挪威货轮约翰·威尔逊号（John Wilson），将船上运往伦敦的798吨食物送落海底。8月下旬，舍尔将军为英国舰队设置了另一次伏击，当时他们制定了公海舰队再度袭击桑德兰的计划（正如5月的初衷）。德国舰队计划于8月18日当天晚些时候启程，并在次日上午炮击军事目标。与5月时一样，UB-16号是一支负责攻击哈维奇部队的小组成员。作为佛兰德区舰队组成第二条船位线的五艘潜艇之一，UB-16号于8月20日上午被部署至泰瑟尔附近。再一次，英国情报部门对即将到来的攻击和埋伏发出了警告，使得大舰队于8月18日16:00出击，比公海舰队的开航早了5个小时。错误的情报导致舍尔首先从桑德兰改道，然后最终取消了整个行动。尽管在北部的U艇击沉了两艘英国轻巡洋舰，但UB-16号及其团队并未参与其中。
随后，在8月24日，UB-16号再度前往默兹河灯船附近巡逻，洪迪乌斯拦下了另一艘驶向伦敦的挪威轮船维洛克斯号（Velox）。UB-16号的官兵登上这艘312总吨、载有杂货的货船，并装药将之炸沉。维洛克斯号成为近八个月以来被UB-16号击沉的最后一艘船，也是洪迪乌斯至当月底被海军中尉恩斯特·穆勒-施瓦茨接替之前击沉的最后一艘船。穆勒-施瓦茨和他在1917年1月的继任者、海军中尉汉斯·埃瓦尔德·尼默尔在指挥UB-16号期间都没有击沉任何船只。

## 无限制潜艇战
英国对德国的封锁使中立国船只难以抵达德国港口，到1916－1917年的所谓“芜菁之冬”时，已经严重制约了德国的食品和燃料进口。其结果是婴儿死亡率上升，有多达70万人死于战争期间的饥荒或失温症。由于封锁造成了如此可怕的后果，德皇威廉二世亲自批准从1917年2月1日开始重启无限制潜艇战，以期迫使英国人媾和。新的交战规则明确规定不得让任何船只浮于水面。
随着新战役的展开，海军中尉胡戈·蒂尔曼于3月18日接替尼默尔担任UB-16号艇长。尽管在任时间仅一个多月，蒂尔曼仍率UB-16号击沉了一艘船：107总吨的荷兰摩托船阿里号（Arie）于4月20日在霍夫登海域沉没；没有关于人员伤亡报告。
海军中尉威廉·莱茵于4月23日调任UB-16号。在他的指挥下，UB-16号可能于4月26日击伤了挪威轮船孔斯利号（Kongsli）。8月9日，UB-16号在诺德辛德灯船对开约3海里处发射鱼雷摧毁了英国驱逐舰募兵号。这艘入役仅四个月的新舰就此连同54名船员沉入大海。8月26日，海军中尉京特·巴赫曼接替莱茵担任UB-16号艇长，而巴赫曼又于12月25日被海军中尉阿尔弗雷德·克拉迈尔取代。

## 改装为布雷艇

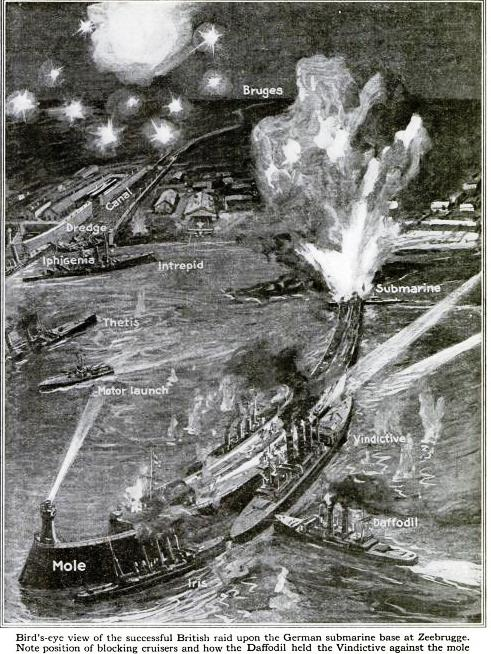
尽管英国人在泽布吕赫突袭行动中部分封锁了运河，但次日UB-16号仍然能够从泽布吕赫出击

UB-16号及其三艘姊妹艇——UB-10号、UB-12和UB-17号一同，至1918年被全部改装成布雷潜艇。改装措施包括移除每艘U艇由一对鱼雷发射管所组成的艇艏部分，并替换为一个包含四个布雷斜槽的新艇艏，其中每个斜槽能够贮存两枚水雷。在此过程中，这些潜艇的艇身被加长至32米，水面排水量增加至147吨，水下排水量则增至161吨。没有关于UB-16号进行这项改装的确切时间的报道，但推测较UB-12号（1916年11月至1917年1月返厂）更晚。
1918年3月13日，此时已改受海军中尉鲁道夫·斯蒂尔指挥的UB-16号在希普沃什灯船附近击沉了895总吨的英国煤船利泽特号（Lisette）。一个月后，即4月13日，UB-16号的官兵又登上并炸沉了平底渔船露丝号（Ruth）；后者也成为UB-16号击沉的最后一艘船。
4月28日，英军发动泽布吕赫突袭，试图在泽布吕赫封锁运河，并围堵佛兰德区舰队的舰艇。在袭击过程中，英国人顺利在运河的最狭窄处击沉堵塞了两艘过时的巡洋舰——伊菲革涅亚号和勇猛号。策划这次行动的英国海军上将罗杰·凯斯认为，佛兰德区舰队的舰艇将会受困很长一段时间。然而，随着德国人于翌日拆除了两座码头，UB-16号仍然得以在新任艇长、海军中尉维科·冯·德·吕赫的指挥下，于突袭后率先从泽布吕赫出击。

## 沉没
UB-16号于1918年5月6日离开泽布吕赫，最后一次前往哈维奇周边巡逻。5月10日18:50，英国潜艇E34号在哈维奇附近的海面上发现了UB-16号。尽管E34号的艇长普利尼中尉最初认为对方是一艘英国潜艇，但由于UB-16号距离哈维奇很近，他出于谨慎而潜入水中。在确认这是一艘德国U艇后，普利尼伺机发动攻击。至19:15，E34号在距离400碼（370）的范围内向UB-16号发射了两枚鱼雷。第一枚击中了UB-16号的艇艏却未能引爆，但第二枚则命中司令塔下部并爆炸，使UB-16号不到五分钟便在52°6′N 2°1′E / 52.100°N 2.017°E处沉没。再五分钟之后，E34号在UB-16号沉没的地方浮出水面，将艇长吕赫从布满油污的海水中救了起来；他也成为唯一的幸存者。吕赫其后被关押在英国战俘营，至1919年3月1日死于流感。一周后，被派往UB-16号遇难地点的英国潜水员只能找到一些金属板和几根管道，并得出结论认为UB-16号在遭鱼雷击中后便解体。

## 袭击历史摘要
| 日期          | 船名                 | 船籍             | 吨位 | 结局       |
| ------------- | -------------------- | ---------------- | ---- | ---------- |
| 1915年6月3日  | 贺拉斯男孩号         | 英国             | 69   | 击沉       |
| 1915年6月3日  | E&C号                | 英国             | 60   | 击沉       |
| 1915年6月3日  | 经济号               | 英国             | 69   | 击沉       |
| 1915年6月12日 | 留克特拉号           | 英国             | 3027 | 击沉       |
| 1915年6月23日 | 突尼西亚娜号         | 英国             | 4220 | 击沉       |
| 1915年7月27日 | 韦斯特沃德霍！号     | 英国             | 47   | 击沉       |
| 1915年7月28日 | 曼加拉号             | 英国             | 1821 | 击沉       |
| 1915年9月7日  | 标志号               | 英国             | 50   | 击沉       |
| 1915年9月7日  | 胜利号               | 英国             | 43   | 击沉       |
| 1915年9月10日 | 宁录号               | 英国             | 51   | 击沉       |
| 1916年1月18日 | 伊芙琳号             | 英国             | 55   | 击沉       |
| 1916年1月18日 | 泡沫尖号             | 英国             | 46   | 击沉       |
| 1916年1月18日 | 阳光号               | 英国             | 52   | 击沉       |
| 1916年3月6日  | 春花号               | 英国             | 59   | 击沉       |
| 1916年3月6日  | 小哈利号             | 英国             | 43   | 击沉       |
| 1916年4月1日  | 珀斯号               | 英国             | 653  | 击沉       |
| 1916年4月3日  | 埃尔齐娜·海伦娜号    | 荷蘭             | 121  | 击沉       |
| 1916年4月10日 | 罗伯特·亚当森号      | 英国             | 2978 | 击沉       |
| 1916年4月22日 | 特雷甘特尔号         | 英国             | 3091 | 击沉       |
| 1916年6月27日 | Z20号                | 比利时           | 不详 | 缴作战利品 |
| 1916年8月2日  | 约翰·威尔逊号        | 挪威             | 798  | 击沉       |
| 1916年8月24日 | 维洛克斯号           | 挪威             | 312  | 击沉       |
| 1917年4月20日 | 阿里号               | 荷蘭             | 107  | 击沉       |
| 1917年4月26日 | 孔斯利号             | 挪威             | 5822 | 击伤       |
| 1917年8月9日  | 募兵号               | 英國皇家海軍     | 1075 | 击沉       |
| 1918年3月13日 | 利泽特号             | 英国             | 895  | 击沉       |
| 1918年4月13日 | 露丝号               | 英国             | 44   | 击沉       |
|               | 击沉： 击伤： 总计： | 19786 5822 25608 |      |            |

## 脚注
1. 1 2 3 4 5  Helgason, Guðmundur. . German and Austrian U-boats of World War I - Kaiserliche Marine - Uboat.net.   [2009-02-19].
2. 1 2  Tarrant，第172頁.
3. ↑  Gröner 1991，第22-23頁.
4. ↑  Gardiner，第180頁.
5. 1 2  Helgason, Guðmundur. . German and Austrian U-boats of World War I - Kaiserliche Marine - Uboat.net.   [2009-03-12].
6. 1 2  Helgason, Guðmundur. . German and Austrian U-boats of World War I - Kaiserliche Marine - Uboat.net.   [2009-03-12].
7. 1 2 3  Helgason, Guðmundur. . German and Austrian U-boats of World War I - Kaiserliche Marine - Uboat.net.   [2009-03-12].
8. 1 2  Helgason, Guðmundur. . German and Austrian U-boats of World War I - Kaiserliche Marine - Uboat.net.   [2009-03-12].
9. 1 2  Helgason, Guðmundur. . German and Austrian U-boats of World War I - Kaiserliche Marine - Uboat.net.   [2009-03-12].
10. 1 2  Helgason, Guðmundur. . German and Austrian U-boats of World War I - Kaiserliche Marine - Uboat.net.   [2009-03-12].
11. 1 2  Helgason, Guðmundur. . German and Austrian U-boats of World War I - Kaiserliche Marine - Uboat.net.   [2009-03-12].
12. 1 2  Helgason, Guðmundur. . German and Austrian U-boats of World War I - Kaiserliche Marine - Uboat.net.   [2009-03-12].
13. 1 2  Helgason, Guðmundur. . German and Austrian U-boats of World War I - Kaiserliche Marine - Uboat.net.   [2009-03-12].
14. 1 2  Helgason, Guðmundur. . German and Austrian U-boats of World War I - Kaiserliche Marine - Uboat.net.   [2009-03-12].
15. 1 2 3  Miller，第46–47頁.
16. ↑  Karau，第48頁.
17. 1 2 3  陈进，第45頁.
18. ↑  Miller，第458頁.
19. ↑  Williamson，第12頁.
20. 1 2 3  Karau，第49頁.
21. ↑  Rössler，第59–62, 264頁.
22. ↑  Helgason, Guðmundur. . German and Austrian U-boats of World War I - Kaiserliche Marine - Uboat.net.   [2009-03-04].
23. ↑  Tarrant，第14頁.
24. 1 2 3 4 5 6 7 8 9 10  Helgason, Guðmundur. . German and Austrian U-boats of World War I - Kaiserliche Marine - Uboat.net.   [2009-03-06].
25. ↑  Helgason, Guðmundur. Helgason, Guðmundur. . German and Austrian U-boats of World War I - Kaiserliche Marine - Uboat.net., Helgason, Guðmundur. . German and Austrian U-boats of World War I - Kaiserliche Marine - Uboat.net., Helgason, Guðmundur. . German and Austrian U-boats of World War I - Kaiserliche Marine - Uboat.net. Retrieved 2009-03-12.
26. ↑  Penwith District Council. . Penzance: Penwith District Council. 2009  [2009-03-04]. （原始内容存档于2007-05-27）.
27. 1 2 3 4  . World War 1 at Sea. 9 January 2009  [2009-03-31]. （原始内容存档于2021-06-12）. The information on the website is extracted from . His Majesty's Stationery Office. 1919.
28. ↑  Helgason, Guðmundur. . German and Austrian U-boats of World War I - Kaiserliche Marine - Uboat.net.   [2009-03-12].
29. 1 2  . World War 1 at Sea. Naval-History.net. 2009-01-09  [2009-03-06]. （原始内容存档于2022-01-31）. The information on the website is extracted from . His Majesty's Stationery Office. 1919.
30. 1 2  Helgason, Guðmundur. . German and Austrian U-boats of World War I - Kaiserliche Marine - Uboat.net.   [2009-03-12].
31. ↑   (PDF). The New York Times. 1915-06-24  [2009-03-12]. （原始内容 (PDF)存档于2022-03-27）.
32. 1 2  Tarrant，第148頁.
33. ↑  Helgason, Guðmundur. . German and Austrian U-boats of World War I - Kaiserliche Marine - Uboat.net.   [2009-03-12].
34. ↑  Helgason, Guðmundur. . German and Austrian U-boats of World War I - Kaiserliche Marine - Uboat.net.   [2009-03-12].
35. ↑  Helgason, Guðmundur. . German and Austrian U-boats of World War I - Kaiserliche Marine - Uboat.net.   [2009-03-12].
36. ↑  Helgason, Guðmundur. . German and Austrian U-boats of World War I - Kaiserliche Marine - Uboat.net.   [2009-03-12].
37. ↑  Helgason, Guðmundur. Helgason, Guðmundur. . German and Austrian U-boats of World War I - Kaiserliche Marine - Uboat.net., Helgason, Guðmundur. . German and Austrian U-boats of World War I - Kaiserliche Marine - Uboat.net. Retrieved 2009-03-12.
38. ↑  Helgason, Guðmundur. . German and Austrian U-boats of World War I - Kaiserliche Marine - Uboat.net.   [2009-03-12].
39. ↑  Tarrant，第21–22頁.
40. ↑  Helgason, Guðmundur. Helgason, Guðmundur. . German and Austrian U-boats of World War I - Kaiserliche Marine - Uboat.net., Helgason, Guðmundur. . German and Austrian U-boats of World War I - Kaiserliche Marine - Uboat.net.,	Helgason, Guðmundur. . German and Austrian U-boats of World War I - Kaiserliche Marine - Uboat.net. Retrieved 2009-03-12.
41. ↑  Tarrant，第25頁.
42. 1 2  Tarrant，第26頁.
43. ↑  Helgason, Guðmundur. Helgason, Guðmundur. . German and Austrian U-boats of World War I - Kaiserliche Marine - Uboat.net., Helgason, Guðmundur. . German and Austrian U-boats of World War I - Kaiserliche Marine - Uboat.net. Retrieved 2009-03-12.
44. ↑  Helgason, Guðmundur. . German and Austrian U-boats of World War I - Kaiserliche Marine - Uboat.net.   [2009-03-12].
45. ↑  Helgason, Guðmundur. . German and Austrian U-boats of World War I - Kaiserliche Marine - Uboat.net.   [2009-03-12].
46. ↑  Helgason, Guðmundur. . German and Austrian U-boats of World War I - Kaiserliche Marine - Uboat.net.   [2009-03-12].
47. 1 2  Helgason, Guðmundur. . German and Austrian U-boats of World War I - Kaiserliche Marine - Uboat.net.   [2009-03-12].
48. 1 2  Helgason, Guðmundur. . German and Austrian U-boats of World War I - Kaiserliche Marine - Uboat.net.   [2009-03-12].
49. ↑  Tarrant，第30頁.
50. 1 2 3  Gibson & Prendergast，第97頁.
51. 1 2 3 4 5 6  Tarrant，第32頁.
52. ↑  Tarrant，第32–33頁.
53. ↑  Helgason, Guðmundur. . German and Austrian U-boats of World War I - Kaiserliche Marine - Uboat.net.   [2022-03-03].
54. ↑  Helgason, Guðmundur. . German and Austrian U-boats of World War I - Kaiserliche Marine - Uboat.net.   [2022-03-14].
55. ↑  Helgason, Guðmundur. . German and Austrian U-boats of World War I - Kaiserliche Marine - Uboat.net.   [2009-03-17].
56. ↑  Helgason, Guðmundur. . German and Austrian U-boats of World War I - Kaiserliche Marine - Uboat.net.   [2009-03-12].
57. ↑  . 美丽华船舶索引.   [2009-03-12].
58. 1 2 3  Tarrant，第33頁.
59. ↑  . HistoryOfWar.org.   [2021-09-02]. （原始内容存档于2021-09-02）.
60. ↑  Helgason, Guðmundur. . German and Austrian U-boats of World War I - Kaiserliche Marine - Uboat.net.   [2021-09-28].
61. ↑  . 美丽华船舶索引.   [2009-03-12].
62. ↑  Helgason, Guðmundur. . German and Austrian U-boats of World War I - Kaiserliche Marine - Uboat.net.   [2009-03-12].
63. ↑  Tarrant，第44–45頁.
64. ↑  Tarrant，第45頁.
65. ↑  Tarrant，第45–46頁.
66. ↑  Tarrant，第46頁.
67. ↑  Helgason, Guðmundur. . German and Austrian U-boats of World War I - Kaiserliche Marine - Uboat.net.   [2009-03-12].
68. 1 2  Helgason, Guðmundur. . German and Austrian U-boats of World War I - Kaiserliche Marine - Uboat.net.   [2009-03-12].
69. ↑  Helgason, Guðmundur. . German and Austrian U-boats of World War I - Kaiserliche Marine - Uboat.net.   [2022-03-15].
70. ↑  Helgason, Guðmundur. . German and Austrian U-boats of World War I - Kaiserliche Marine - Uboat.net.   [2009-03-12].
71. ↑  . 美丽华船舶索引.   [2009-03-12].
72. ↑  Helgason, Guðmundur. . German and Austrian U-boats of World War I - Kaiserliche Marine - Uboat.net.   [2009-03-06].
73. ↑  Helgason, Guðmundur. . German and Austrian U-boats of World War I - Kaiserliche Marine - Uboat.net.   [2009-03-19].
74. ↑  Helgason, Guðmundur. . German and Austrian U-boats of World War I - Kaiserliche Marine - Uboat.net.   [2009-03-12].
75. ↑  Helgason, Guðmundur. . German and Austrian U-boats of World War I - Kaiserliche Marine - Uboat.net.   [2009-03-12].
76. ↑  Halpern，第413–414頁.
77. 1 2  Halpern，第415頁.
78. ↑  Compton-Hall，第308頁.
79. ↑  Messimer，第135頁.
80. ↑  Grant，第68頁.